# Lilli Henoch

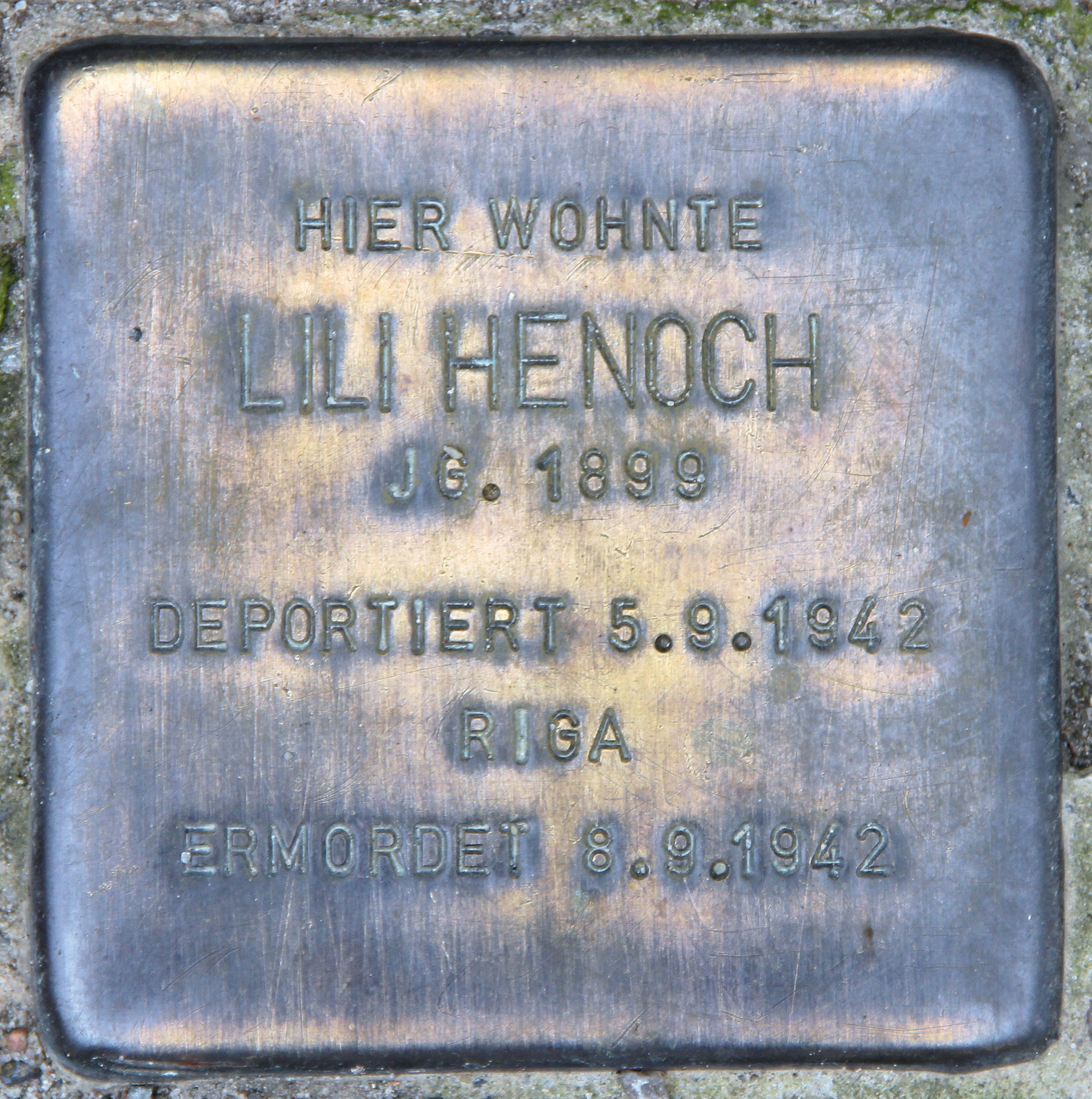
Snubbelsten framför fastigheten vid Treuchtlinger Straße 5, Berlin-Schöneberg

Lilli Margarethe Rahel Henoch, även Lili, född 26 oktober 1899 i Königsberg, Ostpreussen, Tyskland, död 8 september 1942 i Riga, ockuperade Republiken Lettland, var en tysk friidrottare 
Hon satte på 1920-talet fyra världsrekord och vann tio nationella tyska mästerskap, i fyra olika grenar.
Hon satte världsrekord i kulstötning, diskus (två gånger) samt i 4 x 100 meter stafett. Hon vann även tyska mästerskap i kulstötning fyra gånger, 4 x 100 meter stafett tre gånger, diskus två gånger, samt längdhopp.
Henoch var judinna och utestängdes från idrottsscenen efter 1933. Hon blev 1942 deporterad och mördad i Riga av nazisterna under Förintelsen.

## Biografi
Henoch föddes 1899 i Königsberg i Ostpreussen som dotter till affärsmannen Leo Henoch och hans hustru Rose, född Müller. Hon hade en syster Suse, född 1898, och en bror Max, född 1910. Fadern Leo Henoch dog 1912 och familjen flyttade 1919 till Berlin där hennes mor gifte om sig med försäkringsdirektören Mendel Mendelsohn. Kort efter ankomsten till Berlin anslöt Lilli Henoch sig till Berliner Sport-Club (BSC), där omkring en fjärdedel av medlemmarna var judar. Hon blev en framgångsrik medlem av klubben och tilldelades 1921 som första kvinna klubbens högsta utmärkelse "Goldener Adler" (gyllene örnen).
Hon uppnådde sportresultat av världsklass, men kunde inte tävla i de olympiska sommarspelen 1924 i Paris, då Tyskland som angriparnation i första världskriget inte tilläts delta. Samma år blev hon tränare för kvinnosektionen i idrottsföreningen Bar-Kochba Berlin(en). Hon var en av spelarna i BSC:s hockey-lag som vann Berlin Hockey Championship 1925.

### Sportresultat
Henoch satte världsrekord i diskus den 1 oktober 1922 med ett kast på 24,90 meter. Hon förbättrade rekordet den 8 juli 1923 med ett kast på 26,62 meter. Hon vann de nationella tyska mästerskapen i diskus 1923 och 1924, och tog silver 1925.
Hon vann de tyska nationella mästerskapen i längdhopp 1924 sedan hon tagit brons föregående år.
Hon satte världsrekord i kulstötning den 16 augusti 1925 med en stöt på 11,57 meter. Hon vann de nationella tyska mästerskapen 1922–1925, och tog silver 1921 och 1926.
Hon satte världsrekord som löpare på första distansen i 4 x 100 meter stafett 1926 i Köln med tiden 50,40 sekunder. Det tidigare rekordet som sattes nära 4 år tidigare överträffades med en hel sekund. Hon vann de tyska nationella mästerskapen i 4 x 100 meter stafett 1924–1926.
Hon tog silvermedalj på 100 meter sprint i de tyska nationella mästerskapen 1924.
Även efter toppen av sin idrottskarriär hade hon en ledande roll i BSC bland annat som sekreterare för kvinnoavdelningen (1926), som ledare för handbollssektionen (1928) och som manager för det kvinnliga handbollslaget (1931). Den 18 januari 1933 valdes hon till president i BSC:s friidrottssektion.

### Efter 1933
Efter det nazistiska maktövertagandet genom Ermächtigungsgesetz den 23 mars 1933 tvingades Henoch och alla andra judar att lämna sina idrottsklubbar. Formellt skedde detta för BSC genom att riksorganisationen för gymnastikrörelsen DT – Deutsche Turnerschaft – vid sitt årsmöte den 8–9 april 1933 uteslöt alla judiska och marxistiska medlemmar.
Hon anslöt sig till Jüdischer Turn- und Sportclub 1905, där enbart judar fick delta, och var med i deras handbollslag både som spelare och tränare. Hon arbetade också som gymnastiklärare på en judisk skola vid Rykestrasse. där hon fick ett stort inflytande på skolans idrottsverksamhet.
| ” | Lilli Henoch was a sports teacher for all classes and had a strong influence on the sports in our school. I shall never forget with how much eagerness and devotin she prepared the children for the sports competition that took place in the Grundewald stadum in 1937. She was popular with everyone. The children honoured their sports teacher and were very proud to train with her. They were keen getting her collector's cards that were included in packs of cigarettes as were cards of other famous berlin citizens. | „ |

Skolan skadades allvarligt vid Kristallnatten 1938 av en mobb, men viss undervisning bedrevs under svåra förhållanden tills den stängdes 1942.

### Död
Under 1939 måste Henoch och hennes mor Rose dela sin lägenhet med ytterligare fyra personer av judiskt ursprung. I maj 1941 tvingades hela hushållet att lämna sin bostad och flytta till en "jude-lägenhet".
Den 26 augusti 1942 undertecknade Henoch en "Vermögenserklärung" vilket innebar en överföring av alla tillgångar till staten, och några dagar senare deporterades Lilli Henoch och hennes 66-åriga mor Rose Mendelsohn med "19. Osttransport", med gettot i Riga som angiven destination. Transporten var planerad att avgå den 31 augusti 1942, men försenades till den 5 september, och bestod av cirka 800 personer som trängdes i godsvagnar. Tågresan tog flera dygn och den 8 september 1942, strax före ankomsten till Riga, stannade tåget i ett skogsområde 8 kilometer utanför staden. Tyska Einsatzgruppen genomförde där arkebusering av över 700 av tågets passagerare, däribland Lilli Henoch och hennes mor, varefter offren lades i massgravar.
Hennes yngre bror Max deporterades den 19 april 1943 till Auschwitz och dog den 2 april 1945 i koncentrationslägret Buchenwald. Hennes syster Suse överlevde nazitiden och utvandrade senare till Rumänien. Hon medverkade 1988, 90 år gammal, i ett reportage om sin syster Lilli, men har därefter avlidit.

## Utmärkelser
- 1921 – Som första kvinna i Berliner Sport-Club tilldelad utmärkelsen "Goldener Adler" (gyllene örnen) bland annat för sina insatser för damidrotten.[5]
- 1990 – Utnämnd till medlem av International Jewish Sports Hall of Fame(en).[3][26]
- 1993 – Gatan Lilli-Henoch Straße i Prenzlauer Berg i Berlin namngavs efter Lilli Henoch.
- 2008 – En snubbelsten (tyska: Stolperstein) placerades utanför hennes tidigare bostad i Berlin-Schöneberg.[5]
- 2018 – En gata i stadsdelen Junkersdorf i Köln namngavs efter Lilli Henoch.[27]